# Rémi Wasier
Pour les homonymes, voir Pierre Dumas. Pour les autres personnes portant ce nom, voir Dumas.
Rémi Wasier, né le 1er janvier 1892 à Cagny et mort le 26 septembre 1961 à Aubergenville, est un cheminot, syndicaliste et militant d'Action française durant l'Entre-deux-guerres.

## Biographie
Adhérent à l'Action française en 1908, il fut membre de la Confédération de l'intelligence et de la production française. En 1909, il fonde la section d'Action française du 18e arrondissement de Paris aux côtés d'Octave de Barral. Rémi Wasier fut animateur de la Fédération des transports et secrétaire général du Syndicat français du Rail et anima l'hebdomadaire Le Rail.
Durant la Première Guerre mondiale, il est chef de publicité du journal L'Action française.